# Matej Rodela
Matej Rodela (ur. 29 października 1983 w Koprze) – słoweński wioślarz.

## Osiągnięcia
- Mistrzostwa Świata Juniorów – Zagrzeb 2000 – czwórka podwójna – 6. miejsce[1].
- Mistrzostwa Świata Juniorów – Duisburg 2001 – czwórka podwójna – 7. miejsce[1].
- Mistrzostwa Świata U-23 – Amsterdam 2005 – jedynka – 10. miejsce[1].
- Mistrzostwa Świata – Linz 2008 – dwójka ze sternikiem – 10. miejsce[1].